# Algemene systeemtheorie
Algemene systeemtheorie is een filosofie over de algemene beginselen van systeemtheorie, en een filosofie over algemene systemen (Engels "general systems") in de natuur en techniek en in de wetenschap en maatschappij. De algemene systeemtheorie is oorspronkelijk voorgesteld door Ludwig von Bertalanffy in de jaren twintig.

## Overzicht
De algemene systeemtheorie is opgezet als wetenschap die een beschrijving geeft van de meest algemene kenmerken van de werkelijkheid, die men beschouwt als opgebouwd uit systemen.
De noodzaak voor zo'n theorie lag volgens Bertalanffy in de steeds verder doorgevoerde specialisatie in de moderne wetenschap. De specialisatie in de wetenschap is volgens hem een gevolg van de enorme hoeveelheid gegevens, de complexiteit van de technieken en de theoretische structuren van ieder vakgebied. De wetenschap is opgesplitst in ontelbare subdisciplines, die telkens nieuwe subdisciplines genereren. Als consequentie stelde Bertalanffy (1968) al eens "raken de natuurkundige, de bioloog, de psycholoog en de socioloog zogezegd verstrikt in hun eigen private universum en het is moeilijk om je te verplaatsen van de ene cocon naar de ander."
In de jaren vijftig groeide het idee van een algemene systeemtheorie: een overkoepelende, classificerende en relaterende theorie betreffende systemen bieden, om deze problemen van specialisatie in de wetenschap op te lossen.

## Onderwerpen

### Een programma voor algemene systeemtheorie
In de jaren vijftig is de Society for General Systems Research opgericht met als doel om theoretische systemen te ontwikkelen, die in verschillende traditionele vakdisciplines toepasbaar zijn. Als belangrijkste activiteit zag men:
1. het onderzoek naar de isomorfie van concepten, wetten, en modellen in verscheidene vakken, en de ondersteuning van de bruikbare uitwisseling tussen de velden.
2. het aanmoedigen van de ontwikkeling van adequate theoretische modellen in de velden waar dit ontbreekt.
3. de minimalisatie van dubbel werk in de theoretische inspanningen in de verscheidene velden.
4. de promotie van de eenheid van wetenschap door de verbeterde communicatie tussen specialisten.

Dit is geworden tot een programma voor algemene systeemtheorie.

### Een theorie van systemen en een algemene theorie
Ashby constateerde in 1956, dat de algemene systeemtheorie twee kanten op kan:
- naar een theorie van systemen en
- naar een algemene theorie.

De eerste weg is al ingeslagen door Bertalanffy met zijn onderzoek naar algemene overeenkomsten en naar het systeembegrip in de verschillende wetenschappen. Boulding volgde eenzelfde spoor, en wilde dit eerst General Empirical Theory noemen. Een theorie van systemen kon worden ontwikkeld door onderzoek naar de bestaande kennis. Een kant van de algemene theorie diende men logisch mathematisch te construeren. Er wordt wel gezegd, dat deze weg heeft geleid tot de wiskundige systeemtheorie.
Een algemene, metafysische theorie kan alleen mogelijk worden indien een systeem zowel materialistische als idealistische theorieën en systemen kan transcenderen of unificeren.

### De systeemhierarchie van Boulding
In het kader van het ontwikkelen van zo'n theorie van systemen heeft Boulding in 1956 een hiërarchie gepresenteerd van mogelijke te onderkennen systemen:
- Niveau 1, het raamwerk. Dit is het niveau van de statische structuur, het raamwerk. Bijvoorbeeld: Landkaart: de elementen papier en inkt vormen samen een geheel die ons in staat stellen het doel "bepalen van positie" te bereiken.
- Niveau 2, het uurwerk. Dit is het niveau van het eenvoudige dynamische systeem. Bijvoorbeeld: Klok (ook wel: planetaire stelsel): De radertjes van de klok bewegen de wijzers in een vastgesteld patroon die ons helpt het doel: "het bepalen van de tijd" te bereiken.
- Niveau 3, het regelsysteem. Dit is het niveau van de cybernetische, of regelsystemen. Bijvoorbeeld: de thermostaat, die de temperatuur waarop hij is ingesteld, probeert te handhaven.
- Niveau 4, de cel. Dit is het niveau van het zelfhandhavende systeem. Bijvoorbeeld: Cel: De celwand houdt de cel bij elkaar. Binnen de cel spelen er zich een of meer processen van chemische aard, in interactie met de omgeving, af.
- Niveau 5, het levend organisme. Dit wordt getypeerd door de plant die uit cellen van verschillende aard bestaat. Het wortelstelsel, de stam, de bladeren en de vruchten vormen tezamen een systeem van grotere complexiteit. Het aantal functies dat systemen van het complexiteitsniveau "plant" kunnen vervullen is al nauwelijks meer te beschrijven.
- Niveau 6, het dier. Dit is het niveau van het dier. Aan het complexiteitsniveau plant wordt de ruimtelijke beweging (verplaatsing) toegevoegd.
- Niveau 7, de mens. Dit is het niveau van de mens. Aan de beweging wordt de intelligentie toegevoegd.
- Niveau 8, het sociaal systeem. Dit is het niveau van de sociale systemen, bijvoorbeeld: bedrijf, school, samenleving.
- Niveau 9, het transcendentale systeem. Dit is het alles overstijgende en samenvattende niveau. Hieronder vallen alle systemen die in de voorgaande indeling geen plaats hebben gekregen.

Het idee achter deze systeemhiërarchie is, dat systemen een verschillende mate van complexiteit kunnen bevatten. Boulding definieerde hiertoe niveaus van complexiteit van systemen. Elk niveau heeft de mogelijkheden van het vorige niveau in zich en voegt daar een of meer eigenschappen aan toe, waarmee de voorspelbaarheid van het systeem afneemt. In totaal definieerde hij negen niveaus van soorten systemen:
Naast Boulding hebben verschillende andere onderzoekers systeemhiërarchieën ontworpen. Bijvoorbeeld in de psychiatrie hebben vooral die van Engel en J.G. Miller een zekere populariteit verworven.

### Systemen en systeemdenken
Systeemdenken en systeem worden door elkaar heen gebruikt. Het verschil is echter, dat systemen over het waarneembare gaan en systeemdenken over het conceptuele. In de praktijk zijn beide echter moeilijk te scheiden, daar systemen uit het denken voortkomen en niet andersom. Systemen bestaan uit een viertal basiselementen:
- Doel of functie
- Gedrag of proces
- Structuur of objecten en relaties
- Regels of wetmatigheden

Uit de diverse stromingen in het systeemdenken kan volgens Hugo Meijers (2002) een samengesteld en consistent raamwerk worden opgebouwd, als vertrekpunt voor de toepassing van het systeemdenken. Dit denken kan nu in drie beschouwingswijzen worden uitgewerkt: Cognitief, in de afbeelding, en in het fysieke. Systeemdenken kan hier met name worden gebruikt als "ordeningsinstrument voor het leren begrijpen hoe in dingen in de dimensie van de werkelijkheid werken en waarom ze zo werken".

## Vertegenwoordigers
- Russell L. Ackoff, W. Ross Ashby, Ludwig von Bertalanffy, Kenneth E. Boulding, C. West Churchman, Ralph Gerard, James Grier Miller, Anatol Rapoport
- Zie verder ook: Lijst van systeemdenkers

## Kritiek
In de jaren zeventig werd duidelijk dat de algemene systeemtheorie er niet in geslaagd was zijn hoge ambities te realiseren. De gewenste overkoepelende, classificerende en relaterende theorie betreffende systemen was een verzameling ideeën gebleven. Wat de algemene systeemtheorie wel had gebracht was een taal gebaseerd op systeembegrippen, de specifieke werkwijze van de systeembenadering en het specifiek denken in 'gehelen', het zogenaamd systeemdenken.